# Тищенко Сергій Іларіонович
Сергій Іларіонович Тищенко (3 квітня 1903, селище Юзівка, тепер місто Донецьк — 28 листопада 1967, місто Київ) — український радянський діяч, міністр чорної металургії Української РСР. Депутат Верховної Ради СРСР 4-го скликання. Член ЦК КПУ в 1954—1960 р. Кандидат у члени ЦК КПУ в 1960—1961 р.  

## Біографія
Народився в родині робітника металургійного заводу.
Трудову діяльність розпочав у 1920 році підручним слюсаря автомайстерень «Південьсталі» Донецької губернії.
У 1924 році закінчив робітничий факультет і поступив в Харківський технологічний інститут. Після закінчення інституту (в 1930 році) вісімнадцять років працював на Макіївському металургійному заводі імені Кірова Донецької (Сталінської) області, де пройшов шлях від начальника зміни, начальника прокатного цеху до головного інженера заводу.
Член ВКП(б) з 1939 року.
У 1950—1954 роках — директор Ждановського металургійного заводу «Азовсталь» імені Серго Орджонікідзе Сталінської області.
12 лютого 1954 — 31 травня 1957 року — міністр чорної металургії Української РСР.
22 липня 1957 — квітень 1959 року — начальник відділу металургійної промисловості Державної планової комісії Ради Міністрів Української РСР — міністр Української РСР.
У квітні 1959 — жовтні 1960 року — начальник відділу металургійної промисловості Державної планової комісії Ради Міністрів Української РСР.
У жовтні 1960 — 28 листопада 1967 року — заступник голови Державної планової комісії Ради Міністрів Української РСР.
Одночасно з жовтня 1961 року — голова Ради по координації та плануванню роботи раднаргоспів Донецько-Придніпровського економічного району.
Помер 28 листопада 1967 року. Похований на Байковому цвинтарі в Києві.

## Нагороди
- три ордени Леніна (19.07.1958,)
- три ордени Трудового Червоного Прапора (26.03.1939,)
- орден «Знак Пошани» (.04.1963)
- медалі